# Prelato d'onore di Sua Santità
Prelato d'onore di Sua Santità, un tempo anche Prelato domestico di Sua Santità, è un titolo onorifico che viene conferito a seguito di speciale concessione della Santa Sede ai presbiteri. Generalmente viene concesso su richiesta del vescovo della diocesi per presbiteri ritenuti meritevoli, seppur molto raramente in confronto al titolo onorifico di cappellano di Sua Santità.

## Prelato domestico

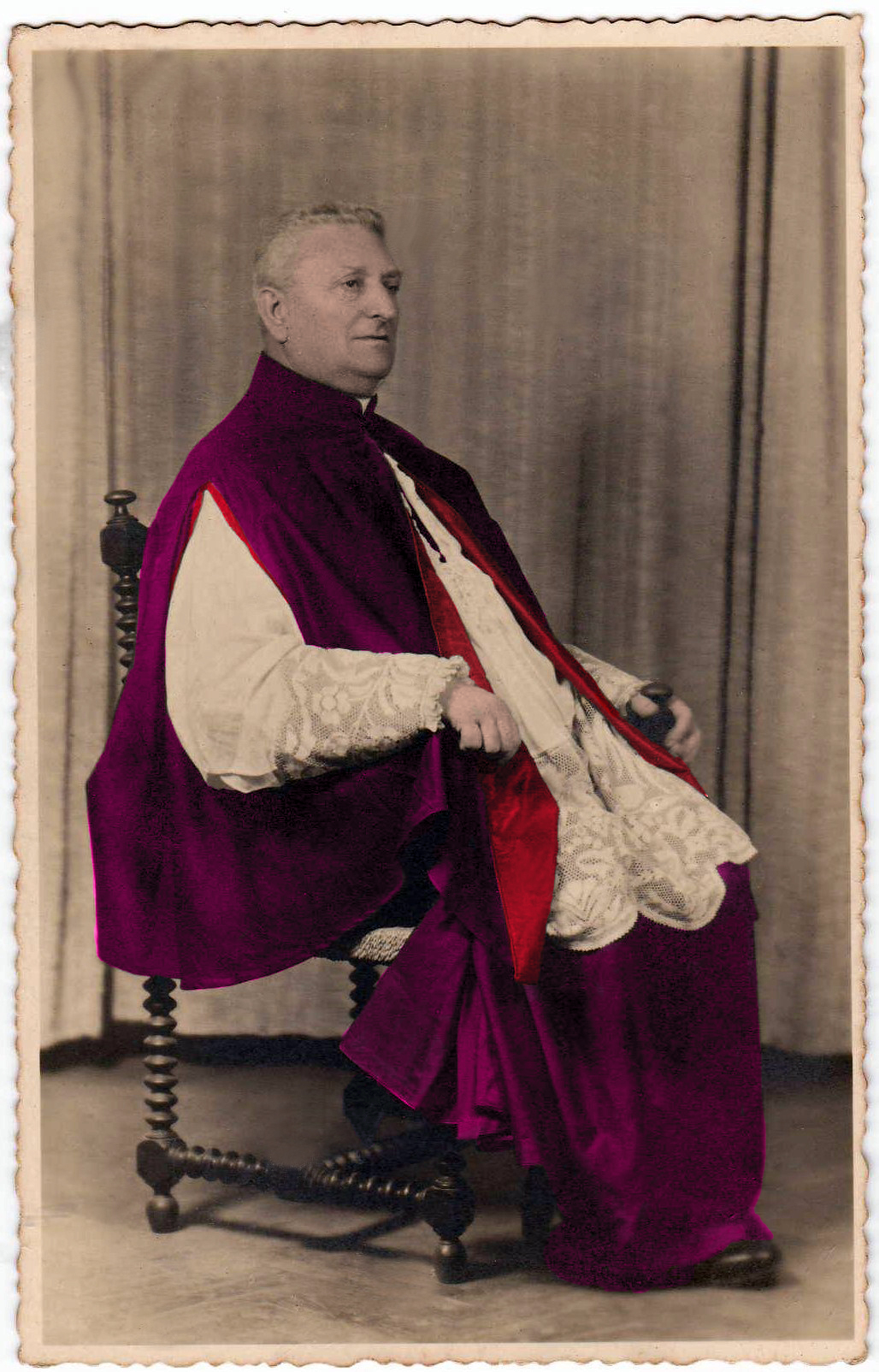
Mons. Nazareno Patrizi - prelato domestico di Sua Santità dal 1941.

Precedentemente alla riforma della Corte Pontificia del 1968, i Prelati d'onore erano chiamati Prelati domestici o Antistites Urbani. Il loro rango era ritenuto un'istituzione antichissima di sommo onore, che conseguivano prevalentemente i prelati della Curia Romana. Essi erano onorati dell'attributo di familiari e commensali del papa con tutte le prerogative connesse a tal privilegio e partecipavano nelle solenni funzioni papali restando in piedi accanto all'altare, in cornu epistolae e con titolo di Illustrissimo e Reverendissimo Monsignore. Potevano usare la bugia o palmatoria nella messa cantata, nella messa letta, nei vespri e nelle altre solenni funzioni.
Erano Prelati di mantelletta, indossavano collare, talare, fascia con fiocchi, mantelletta e calze in tutto paonazzi e con fodere di colore rubino. Era previsto per i Prelati domestici anche l'uso del rocchetto. La loro berretta era con fiocco paonazzo e le scarpe con fibbie; potevano, inoltre, indossare il cappello detto saturno con nappa sempre paonazza ed il ferraiolo paonazzo.
La loro veste talare era munita di coda, ma, a differenza dei vescovi e dei cardinali, non poteva venire sciolta e rimaneva sempre legata tramite un apposito bottone. Anche i vescovi assistenti al soglio pontificio godevano il titolo di Prelato domestico.

## Prelato d'onore

Abito corale dei Prelati d'onore di Sua Santità

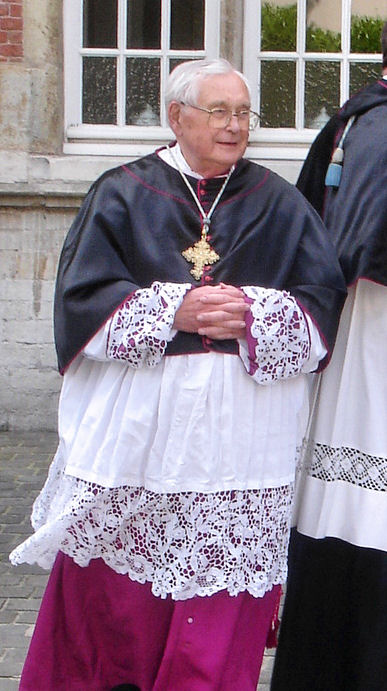
Mgr Vanneste, canonico di Bruges (Belgio)

Paolo VI volle sostituire il titolo di Prelato d'onore a quello di Prelato domestico, mutandone le funzioni ed il vestiario.
L'Istruzione sul conferimento di Onorificenze pontificie, promulgata dalla Segreteria di Stato vaticana il 13 maggio 2001, dispone che il titolo possa essere concesso ai presbiteri del clero secolare, ecclesiastici nel servizio diplomatico della Santa Sede e officiali della curia romana che abbiano compiuto almeno quarantacinque anni di età e quindici anni di sacerdozio. Di norma, per il candidato, si deve richiedere prima il titolo di cappellano di Sua Santità e poi quello di prelato d'onore. Tra il primo e il secondo grado devono trascorrere almeno dieci anni. Per ogni diocesi il numero totale di monsignori non deve superare il 10% del clero.
Il prelato d'onore può essere distinto dagli altri preti a motivo delle sue vesti, come previsto dall'Istruzione della Segreteria di Stato Ut sive sollicite, circa le vesti, i titoli e le insegne di cardinali, vescovi e prelati minori. Le vesti utilizzate sono le medesime dei protonotari apostolici sovrannumerari. L'abito corale si compone della talare paonazza, della fascia di seta paonazza con frange, della cotta non arricciata, ma non del rocchetto. È previsto anche l'utilizzo delle berretta nera con fiocco nero. In occasioni solenni al di fuori delle celebrazioni liturgiche le vesti utilizzate sono la talare nera con occhielli, bottoni, bordi e fodera di colore rubino, la fascia di seta paonazza, ma non la pellegrina. A differenza dei protonotari apostolici soprannumerari, però, i prelati d'onore non possono indossare il ferraiolo paonazzo. Sono stati aboliti la mantelletta paonazza, la fascia di seta con fiocchi, le calze paonazze, le fibbie sulle scarpe e il fiocco rosso sulla berretta.
I prelati d'onore godono del titolo onorifico di "Reverendo Monsignore".
Sono prelati d'onore:
- Gli Uditori di Rota,
- I Chierici della Camera apostolica

Sono prelati d'onore durante munere:
- I canonici delle cattedrali di Pisa, Siena e Vercelli,
- I canonici dei capitoli metropolitani di Genova e del Capitolo della Basilica di San Siro quale già Cattedrale, Taranto e Bologna,
- Le dignità del capitolo metropolitano di Catania,
- I parroci di Roma, che seguono nell'immediatezza i membri dei capitoli papali[13],
- I cappellani conventuali ad honorem del Sovrano Militare Ordine di Malta,
- I cappellani della reale cappella del Tesoro di san Gennaro in Napoli,
- I giudici del tribunale della Rota della nunziatura apostolica in Spagna,
- Il preposito e il decano della collegiata di Prabuty (Polonia),
- Il prevosto di Canzo (arcidiocesi di Milano) dopo 5 anni dall'insediamento,[14]
- Il prevosto di Asso (arcidiocesi di Milano),
- Il prevosto di Desio (arcidiocesi di Milano),
- L'arciprete del capitolo dei Santi Celso e Giuliano in Roma,
- Il prevosto pro tempore di Clusone (diocesi di Bergamo),
- I membri dei collegi del tribunale della Penitenzieria apostolica, conservando l'abito proprio, ovvero i Penitenzieri apostolici minori,
- L'arciprete parroco pro tempore dei Santi Fermo e Rustico in Caravaggio (diocesi di Cremona),[15]
- L'arciprete parroco pro tempore di Palmanova (arcidiocesi di Udine).[16]

## Araldica dei Prelati domestici e dei Prelati d'onore

Base per lo stemma di un Prelato domestico in base al Motu Proprio di Pio X, Inter multiplices (21 febbraio 1905), nn. 18 e 79 ed al Regolamento tecnico araldico emanato con il R.D. 7 giugno 1943 n. 652

La legislazione ecclesiastica in materia araldica si è dimostrata piuttosto lacunosa nei secoli, soprattutto per i Prelati inferiori, ma in luogo di tale lacuna si consolidò una tradizione araldica finalmente normata da Pio X, per cui ai Prelati domestici venne concesso il cappello prelatizio ornato di cordoni e dodici fiocchi pendenti, sei da una parte, sei dall'altra del medesimo colore rubino, senza croce o mitra.
Dopo il 1969, la normativa ecclesiastica contempla gli stemmi dei Prelati superiori, ma non cita gli inferiori. Non essendoci un espresso divieto nell'uso di uno stemma araldico per i Prelati inferiori, essi possono fregiarsi d'un blasone, tenendo conto del loro grado, della riforma della Corte Pontificia del 1968, ed in rapporto alle normative degli anni precedenti al 1969. Pertanto, per i Prelati d'onore varrebbe il medesimo galero dei Prelati domestici.